# تل زيره (مقاطعة فسا)
تل زيره (بالفارسية: تل زیره) هي قرية تقع في Jangal Rural District في إيران. يقدر عدد سكانها بـ 28 نسمة بحسب إحصاء 2016.